# Jorge Garcia
Jorge Garcia (Omaha, 28 april 1973) is een Amerikaanse komiek en acteur. Hij werd voor het eerst bekend door zijn optreden als Hector Lopez in de show Becker, en speelde de rol van Hugo "Hurley" Reyes in de Amerikaanse televisieserie Lost. Garcia treedt ook op als stand-upcomedian.

## Levensloop
Garcia's vader kwam uit Chili en zijn moeder uit Cuba. Hij groeide op in Zuid-Californië en genoot een opleiding aan de San Clemente High School. Toen hij een senior was, werd hij door de faculteit verkozen als "Triton of the Year", de hoogste prijs die een geslaagde kan krijgen.
Garcia was de eerste acteur die werd gecast in Lost. Hij werd gecast omdat de producenten hem in Curb Your Enthusiasm de avond voor de casting begon, gezien hadden. De bedenkers van Lost schreven speciaal voor hem een nieuwe rol.
Garcia was ook te zien in de tweede aflevering van het achtste seizoen van Celebrity Poker Showdown. Hij verloor echter van Michael Ian Black.
Garcia was een deelnemer in een aflevering van Russian Roulette op Game Show Network. Hij had een vraag over de Boxers Rebellion of 1900 fout en viel door het valluik.

## Filmografie
- The Munsters (2022) - Floop
- All the World Is Sleeping (2021) - Nick
- Nadie sabe que estoy aquí (2020)
- Hawaii Five-0 (2010 - 2020) - Jerry Ortega
- The Ridiculous 6 (2015) - Herm
- Alcatraz (2012) - Soto
- Once Upon a Time (2012-2013) — Anton the Giant
- Deck the Halls (2006) — Wallace
- Little Athens (2005) — Pedro
- The Good Humor Man (2005) — Mt. Rushmore
- Our Time Is Up (2004) — Gardener
- Happily Ever After (2004) — Chris
- Lost (2004-2010) — Hugo 'Hurley' Reyes
- Curb Your Enthusiasm (2004) — Drug dealer
- Tales from the Crapper (2004) — Raccoon Head
- Becker (2003-2004) — Hector Lopez
- Columbo: Columbo Likes the Nightlife (2003) — Julius
- The Slow and the Cautious (2002) — Teddy
- Spin City (2001) — Cabbie
- King of the Open Mic's (2000) — Meatloag
- Tomorrow by Midnight (1999) — Jay
- Raven's Ridge (1997) — Monty